# Epinotia immundana
Epinotia immundana es una especie de polilla tortrix perteneciente al género Epinotia, categorizada en la tribu Eucosmini, de la subfamilia Olethreutinae. Fue descrita por Josef Emanuel Fischer von Röslerstamm en 1839.
La especie es válida y aceptada y aparece registrada en una sección de la publicación Abbild. Berich. Ergnz Schmett.-Kunde. 1, 138 de 1839.
Su envergadura es de 12-14 mm. Suele habitar en diversos lugares como bosques, brezales y riberas de ríos donde se alimenta de varias especies de plantas. Las polillas inician la etapa de vuelo entre los meses de abril y junio y repiten en agosto y septiembre.

## Distribución
Se distribuye por Reino Unido, Países Bajos, Suecia, Finlandia, Noruega, Dinamarca, Austria, Francia, Alemania, Estonia, Portugal, Polonia, Italia, Ucrania y otros países de Europa.